# Więzienie przy ul. Mikołowskiej w Katowicach
Więzienie przy ul. Mikołowskiej w Katowicach – zabytkowy zespół aresztu śledczego z przełomu XIX-XX w., zlokalizowany w katowickim śródmieściu.

## Historia kompleksu
Po utworzeniu w Katowicach sądu grodzkiego w 1878 roku, urządzono pierwszy areszt, dla którego wzniesiono obecny pawilon mieszkalny „D”, stanowiący najstarszą część kompleksu architektonicznego. Autorem projektu był berliński architekt Karl Friedrich Endell. Obok budynku kozy miejskiej, od 1891 roku powstawały kolejne budynki Królewskiego Pruskiego Więzienia. Główny budynek więzienny pochodzi sprzed 1897 roku. Kolejne przebudowy następowały w latach 1909 i 1912. Po przejęciu więzienia przez władze II Rzeczypospolitej w 1922 roku, zakwalifikowano je do więzień I klasy. W klasie tej były więzienie o pojemności powyżej 450 miejsc. W czasie II wojny światowej więzienie było miejscem kaźni, w którym Niemcy zgilotynowali 552 osoby. W okresie stalinowskim w więzieniu na Mikołowskiej przetrzymywani byli żołnierze Armii Krajowej i członkowie organizacji niepodległościowych. W 2. poł XX wieku w obiektach funkcjonowało: Centralne Więzienie w Katowicach, Wojewódzki Areszt Śledczy, Rejonowy Areszt Śledczy. Obecnie w zabudowaniach ma swoją siedzibę Areszt Śledczy Katowice, którego pojemność wynosi 438 miejsc.

## Struktura obiektu
Na objęty opieką konserwatorską zespół składają się następujące budowle: 2 budynki penitencjarne, 2 budynki gospodarcze oraz 2 domy mieszkalne (obecnie siedziby biur). Największa budowla, wielokondygnacyjna, na planie litery Y, składa się z trzech skrzydeł (pawilony „A”, „B” i „C”). Kompleks otoczony jest murem z wieżami strażniczymi. Poza murem, od strony ul. Mikołowskiej, znajduje się dawna willa naczelnika i dom dla służby więziennej.

## Osadzeni
Wśród osób więzionych podczas II wojny światowej:
- ks. Franciszek Blachnicki (1941–1942)
- Joachim Gürtler (1942, zgilotynowany)[4]
- Stanisław Janicki (1942, zgilotynowany)
- Janina Klatt (1942)
- ks. Jan Macha (1942, zgilotynowany)
- Konrad Mańka (1942, zgilotynowany)
- Józef Pukowiec (1942, zgilotynowany)
- Wincenty Wajda (1944, zgilotynowany)

## Galeria

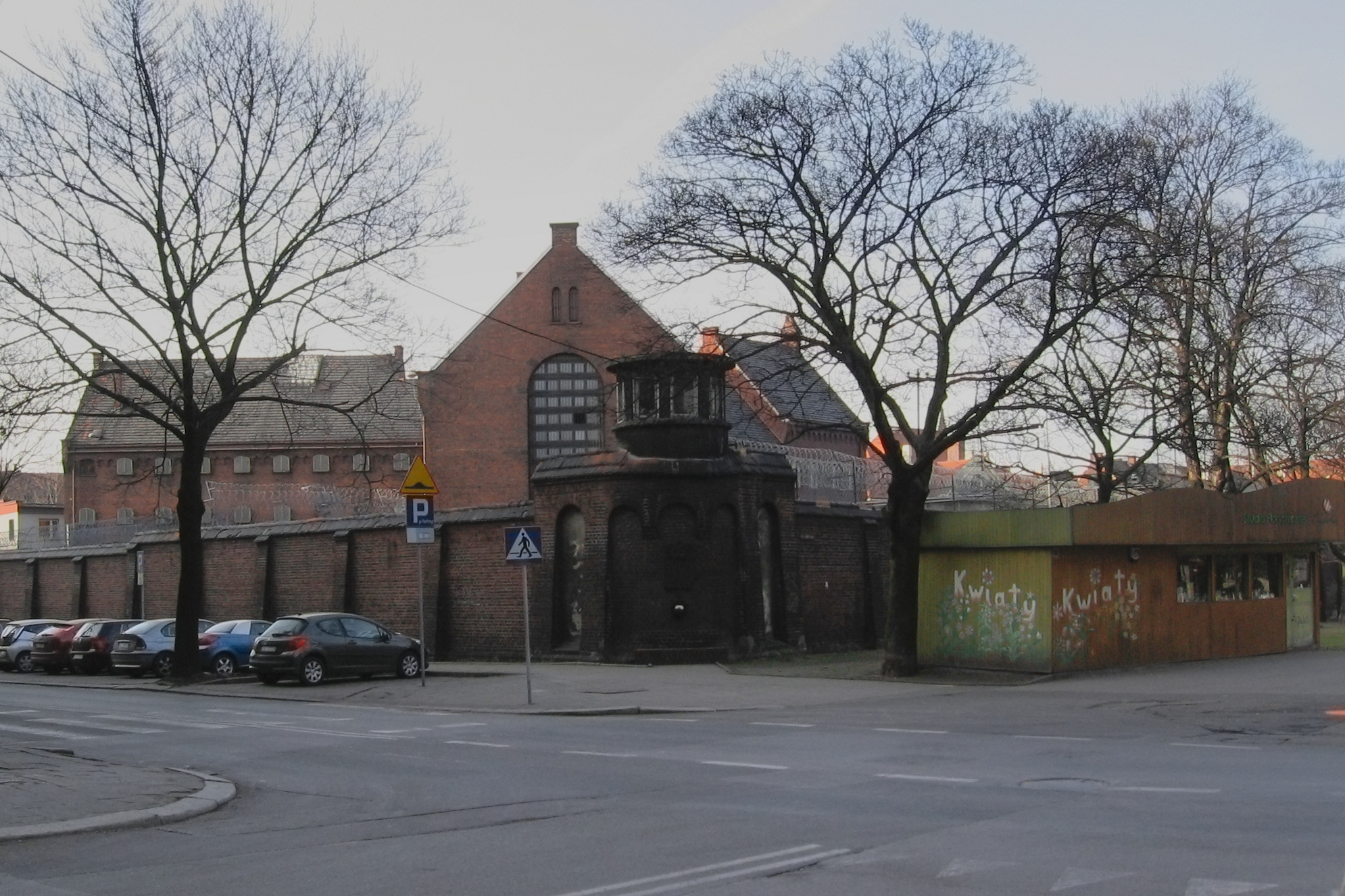
Mury więzienia od strony pl. Andrzeja
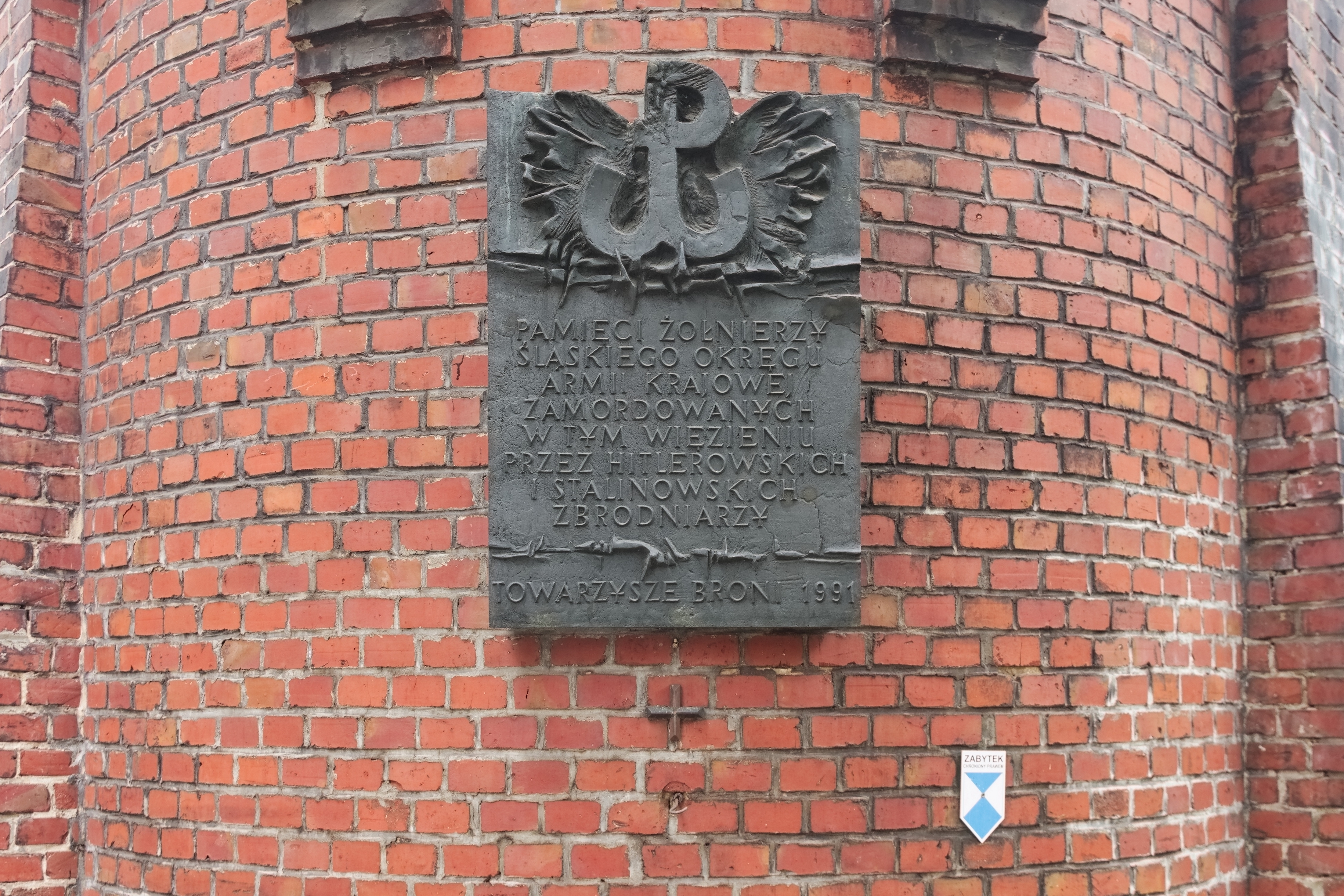
Tablica pamiątkowa na murze
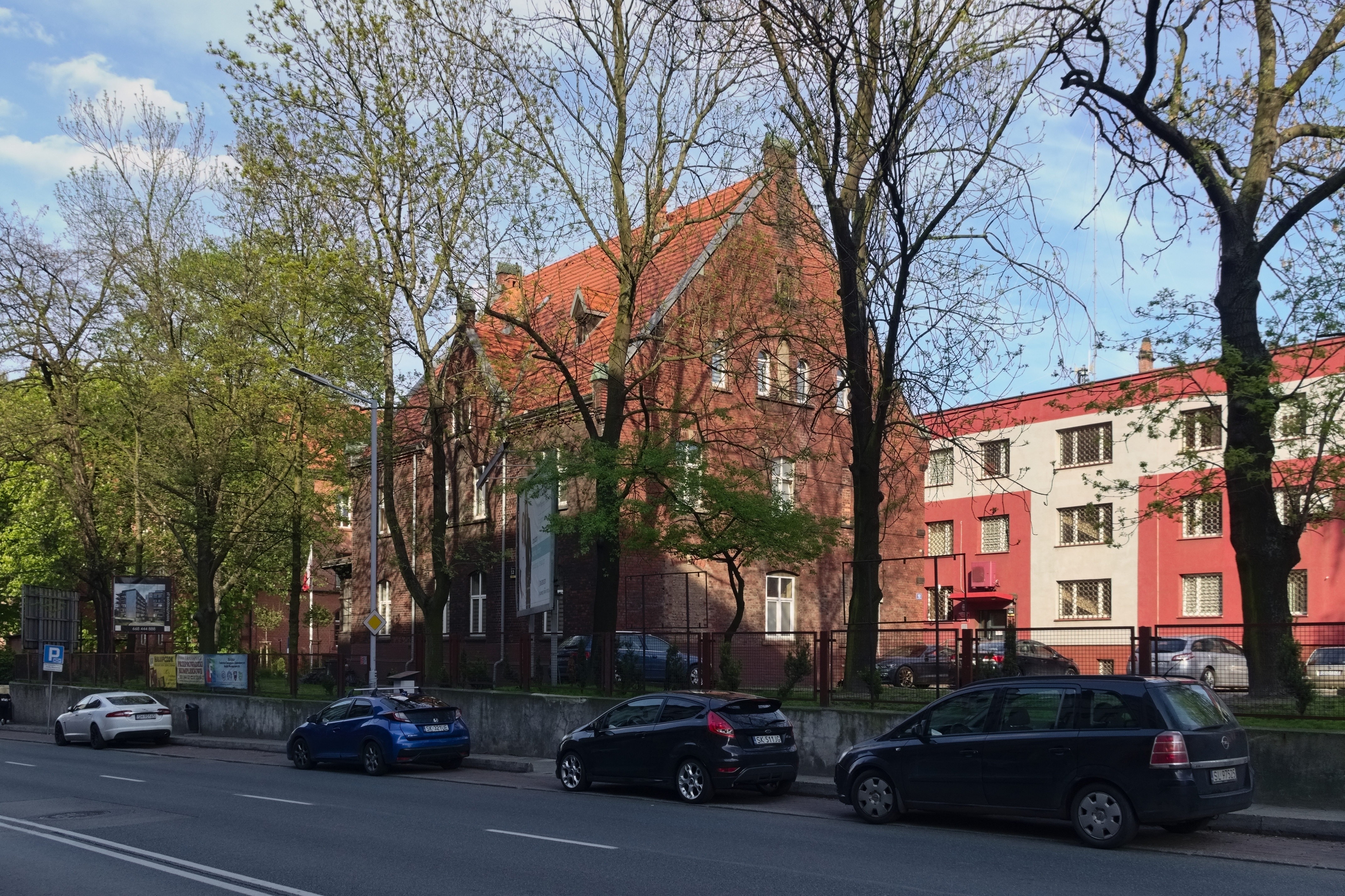
Dawna willa naczelnika (ul. Mikołowska 12)
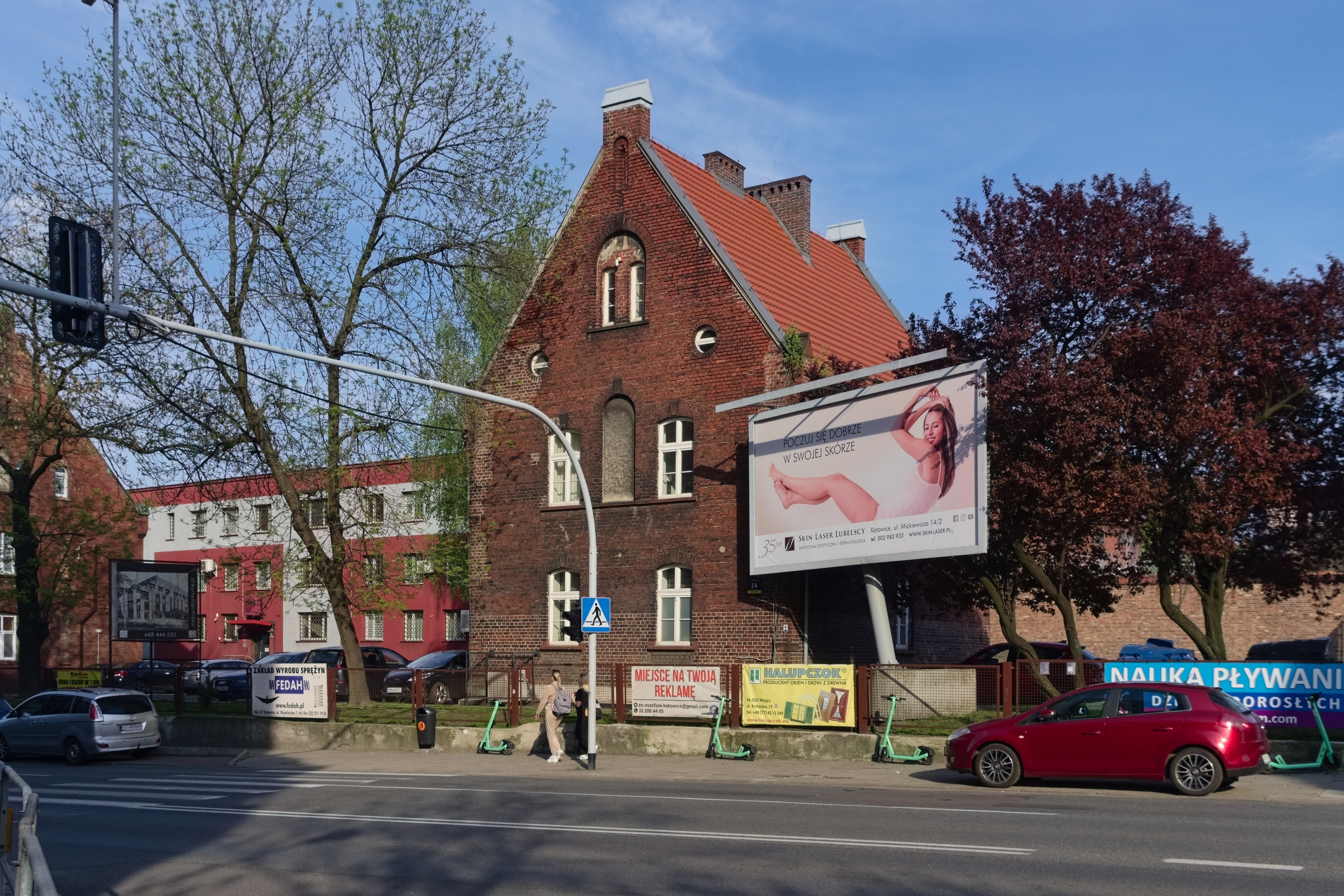
Dawny budynek mieszkalny pracowników (ul. Mikołowska 14)